# 五泉市消防本部
五泉市消防本部（ごせんししょうぼうほんぶ）は、新潟県五泉市の消防部局（消防本部）。管轄区域は五泉市全域。

## 概要
- 消防本部：五泉市粟島1-28
- 管内面積：351.87km2
- 職員定数：84人
- 消防署1カ所、分署1カ所
- 主力機械（2023年4月1日現在）
  - 普通消防ポンプ自動車：6
  - 水槽付消防ポンプ自動車：1
  - はしご付消防自動車：1
  - 救急自動車：5
  - 救助工作車：2
  - 指揮車：1
  - 広報車：1
  - 資器材搬送車：2
  - 消火・通報訓練指導車：1
  - 支援車：1

## 沿革
- 1964年1月12日　五泉市消防本部を設置する。
- 1967年3月1日　中蒲原郡村松町が村松町消防本部を設置する。
- 2006年1月1日　村松町との新設合併により、新たな五泉市が発足する。
  - 五泉市消防本部と村松町消防本部を統合し、新たな五泉市消防本部を設置する。村松町消防署を村松分署とする。

## 組織
- 本部 - 総務課、予防課
- 消防署

## 消防署
| 消防署       | 住所     | 分署             |
| ------------ | -------- | ---------------- |
| 五泉市消防署 | 粟島1-28 | 村松：愛宕6961-1 |